# 傅宏裕
傅宏裕（1952年—），浙江绍兴人，汉族，中华人民共和国政治人物、第十一届全国人民代表大会广西地区代表。
担任公安部边防管理局政委，是中共党员。2008年起担任全国人大代表。